# 諾默爾普萊斯 (亞利桑那州)
諾默爾普萊斯（英語：Nommel Place）是位於美國亞利桑那州拉巴斯縣的一個非建制地區。該地的面積和人口皆未知。

## 地理
諾默爾普萊斯的座標為33°04′56″N 114°41′14″W / 33.08222°N 114.68722°W，而該地的平均海拔高度為68米（即223英尺）。